# Carrión de los Condes
Carrión de los Condes è un comune spagnolo di 2 177 abitanti situato nella comunità autonoma di Castiglia e León, comarca della Tierra de Campos, a 40 km di distanza da Palencia, capitale della provincia di cui fa parte, 80 km da Burgos e 95 km sia da Valladolid che da León. È situata su una collina sulla sponda sinistra del fiume Carrión e domina da un lato l'arida e piatta Meseta castigliana, dall'altro la fertile pianura del fiume Carrión. È stata nel medioevo ed è tuttora un'importante tappa del Camino de Santiago. Del periodo medievale conserva diversi monumenti romanici e gotici. Oggi è un centro rurale i cui abitanti si dedicano prevalentemente all'agricoltura e alla pastorizia ed esistono alcune piccole industrie manifatturiere.
La località di Torre de los Molinos fa parte del comune di Carrión de los Condes.

## Storia
Le sue origini sono celtiberiche. I Romani, che la occuparono, la chiamarono Lacobriga.
Passò senza traumi né gloria le dominazioni visigota ed araba. La Reconquista nel IX secolo ad opera di Alfonso II, detto il Casto l'assegnò al Regno di León col nome di Santa Maria de Carrión che era il nome della sua parrocchia. Divenne capoluogo di una contea del regno di León passando sotto la signoria della famiglia dei Banu Gómez.
Ai conti Gómez è collegata una leggenda narrata dal Poema del mio Cid, poema epico spagnolo del XII secolo di autore incerto (un manoscritto è sottoscritto da un certo Per Abat ma non si sa se sia l'autore o il copista). Il Cid campeador, personaggio reale ma poi mitizzato, eroe della lotta ai musulmani, dopo aver conquistato diverse città della Spagna orientale, s'impadronì di Valencia acquistando gloria e ricchezze. È qui che due cacciatori di dote, i fratelli conti di Carrión, chiesero ed ottennero la mano delle figlie del Cid, Elvira e Sol, ma nel viaggio da Valencia a Carrión le bastonarono e abbandonarono quasi morte in un bosco. Scoperto il fatto, i due fratelli furono trascinati davanti alle Cortes e giudicati dal re, alla fine il Cid li uccise.  Ai due conti e a questa vicenda risalirebbe il riferimento a los condes che compare nel nome. Gli storici ritengono, invece, che l'origine del riferimento ai conti di Carrión sia un'altra e sarebbe relativa a Gómez Diaz ed a sua moglie Teresa, conti di Carrión che nel 1077 chiamarono qui i Benedettini e li alloggiarono nel Convento de San Zoilo.  Favorirono, inoltre, il passaggio dei pellegrini giacomiti costruendo anche un ponte perché potessero agevolmente attraversare il fiume e fare tappa a Carrión che trasse notevoli benefici e rinomanza. Nei secoli successivi sorsero diversi servizi per i pellegrini ed ostelli per ospitarli fino a contarne quattordici nel XV secolo. Furono costruiti altri conventi per altri ordini monacali e diverse chiese, vi si tennero Concili, Cortes e conferenze, vi presero dimora diverse famiglie nobili ed il paese poté godere di una certa floridezza, infatti, in un codice medioevale si fa riferimento a Carrión affermando che è ricco di grano e di vino. Nel XII secolo fu coinvolto nei disordini seguiti alla morte di Alfonso X, subì dei danni ma si riprese. Nel XIV secolo era costituito da tre borghi distinti. Dopo il medioevo, cessati i pellegrinaggi a Santiago, il paese si stabilizzò e divenne un piccolo centro rurale del regno di Spagna senza grandi sussulti.
Nel 1811 un grave incendio distrusse diversi edifici e ne danneggiò altri ma poi il paese si riprese. Nel corso del XX secolo vennero costruite nuove case con criteri e materiali idonei sostituendo vecchie case medioevali costruite con blocchi di fango e paglia essiccati al sole. Oggi la sua economia è legata principalmente all'agricoltura e all'allevamento del bestiame ovino e caprino, ai servizi e all'artigianato e ad alcune piccole industrie manifatturiere e di trasformazione.

## Monumenti e luoghi d'interesse

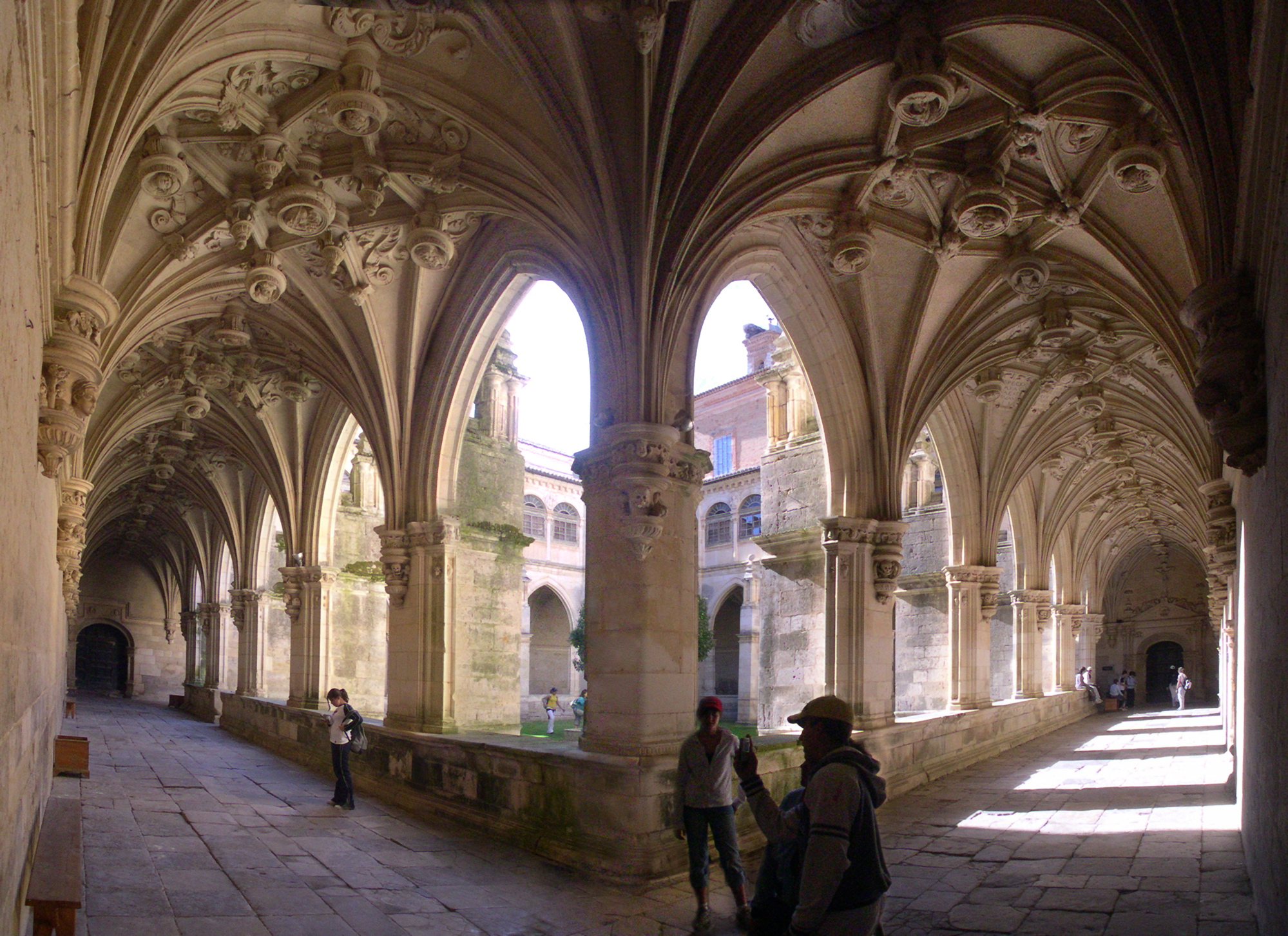
Monastero di San Zoilo.

Il paese è ricco di monumenti di carattere religioso quali:
- Monasterio de San Zoilo, dichiarato BIC (Bien de Interés Cultural), dei secoli X e XI, dello stesso periodo è il campanile, la chiesa è del XVII secolo e conserva al suo interno le tombe dei conti di Carrión.
- Monasterio de Santa Clara con la chiesa pure intitolata alla santa del 1261.
- Chiesa di Santiago, del XII secolo riedificata nel 1849, nel cui fregio del portale è rappresentato il Cristo Pantocratore attorniato dai simboli dei quattro Evangelisti (il leone, il bue, l'angelo e l'aquila) uno dei più alti esempi di scultura del romanico (Bene culturale).
- Chiesa di Santa María del Camino dei secoli XII-XIII (Bene culturale).
- Chiesa di San Andrés del XIII secolo.
- Chiesa di Nuestra Señora de Belén del XIV secolo.

Altri monumenti

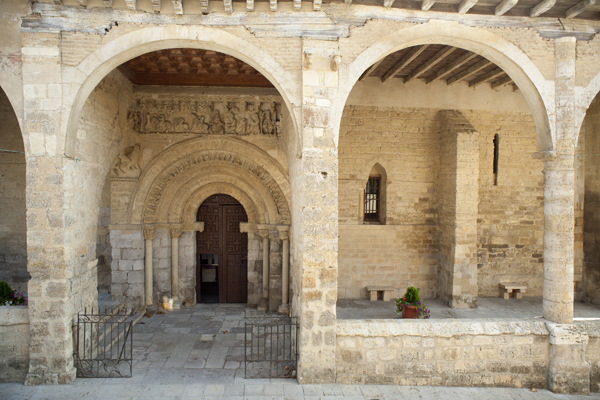
Chiesa di Santa María

- I resti del Monasterio de San Francisco del XIII secolo distrutto in gran parte dall'incendio del 1811, indenne la coeva chiesa omonima.
- Il moderno Convento de la Santísima Trinidad del 1974 con la relativa chiesa dello stesso anno.
- Eremi di Nuestra Señora de la Piedad del 1625 e di San Julian del XII secolo.
- Ermita de San Juan de Cestillos del 1740.
- La Ermita de la Vera Cruz già sinagoga edificata nel secolo XIV.[2]
- L'Hospital de la Herrada istituzione per l'assistenza ai pellegrini, fondato nel 1209.

## Feste
Le feste principali sono: 

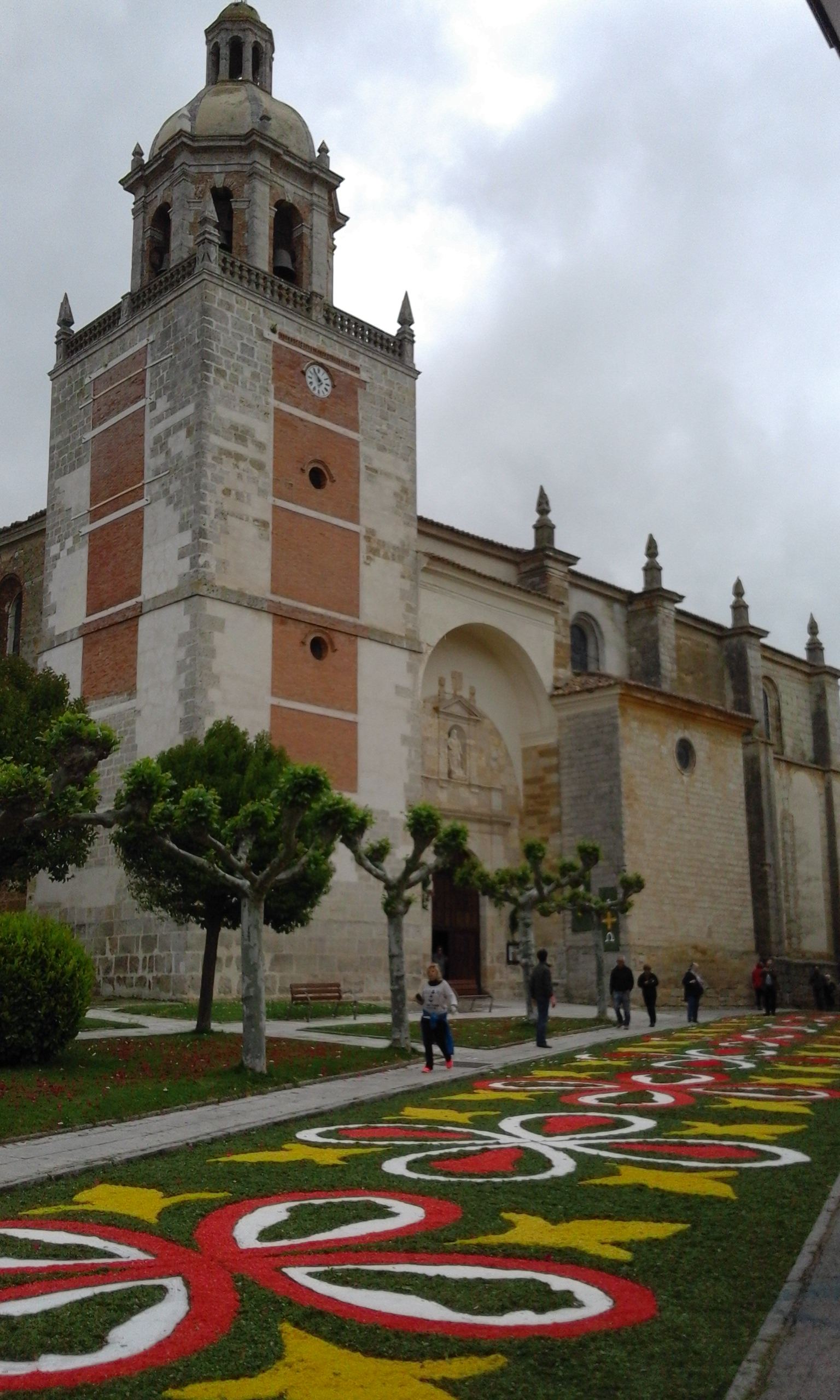
Chiesa di San Andrés (Sant'Andrea).

- Settimana Santa che si svolge come nelle altre località spagnole (famosa quella di Siviglia).
- Corpus Christi con le strade infiorate.
- Le feste di San Zoilo che durano 5 giorni in agosto.

Hanno poi luogo due fiere che sono occasione di feste e concorsi: la Feria de maquinaria agricola y automación e la Feria de Turismo y Artesanía evento durante il quale il paese ritorna all'epoca medioevale con gli artigiani e i contadini che propongono per le strade i vecchi mestieri e vendono i loro prodotti mentre ci si diverte con musica e danze folcloristiche.

## Dintorni
A 21 km Saldaña dove si trova il Museo monografico della villa romana La Olmeda in ottimo stato di conservazione con bellissimi mosaici. A 42 km Sahagún.